# 馬馬希爾卡山
9°47′13″S 76°57′39″W / 9.78694°S 76.96083°W
馬馬希爾卡山（Mama Hirka），是秘魯的山峰，位於該國北部安卡什大區，由博洛涅西省的瓦良卡區負責管轄，屬於安地斯山脈的一部分，海拔高度4,200米。